# 3GP و 3G2
3GP یکی از قالب پرونده‌ها در رایانه و چند رسانه‌ای که به صورت تصویری و مخصوص گوشی تلفن همراه می‌باشد. سه‌جی‌پی یک نسخهٔ ساده شدهٔ MP4 می‌باشد و به دلیل حجم کم مخصوص تبادل بین گوشی‌های همراه است. این نام کوتاه شدهٔ Third Generation Partnership Project است.